# Cantó de Songeons
El cantó de Songeons és un cantó francès del departament de l'Oise, situat al districte de Beauvais. Té 28 municipis i el cap és Songeons.

## Municipis
- Bazancourt
- Buicourt
- Crillon
- Ernemont-Boutavent
- Escames
- Fontenay-Torcy
- Gerberoy
- Glatigny
- Grémévillers
- Hannaches
- Hanvoile
- Haucourt
- Hécourt
- Lachapelle-sous-Gerberoy
- Lhéraule
- Loueuse
- Martincourt
- Morvillers
- Saint-Deniscourt
- Saint-Quentin-des-Prés
- Senantes
- Songeons
- Sully
- Thérines
- Villembray
- Villers-sur-Auchy
- Vrocourt
- Wambez

## Història
| Data d'elecció                           | Identitat        | Partit                                   | Qualitat |
| ---------------------------------------- | ---------------- | ---------------------------------------- | -------- |
| 1945-1949                                | Marc Toutain     | SFIO                                     |          |
| 1949-1955                                | M. Duval         | RPF, després SFIO                        |          |
| 1955-1973                                | Marc Toutain     | SFIO, després PS                         |          |
| 1973-1985                                | Raymond Laffoley | Sense etiqueta, després UDF, després MRG |          |
| 1985-2004                                | Brigitte Magnier | Divers droite                            |          |
| 2004-2011                                | Thierry Maugez   | PRG                                      |          |
| 2011-                                    | Roseline Pinel   | PRG                                      |          |
| les dades anteriors no són pas conegudes |                  |                                          |          |
|                                          |                  |                                          |          |

## Demografia
| A partir de 1990: Població sense dobles comptes |